# Ana Moura
Ana Cláudia Moura Pereira (Santarém, 17 settembre 1979) è una cantante portoghese di fado riconosciuta a livello internazionale, perché è stata la più giovane fadista ad essere nominata per il premio olandese Edison Award.
Il 17 marzo 2011, per l'album Leva-me Aos Fados, Ana Moura è stata nominata "Best Artist Of The Year", uno dei premi più importanti della rivista inglese Songlines.

## La carriera
Inizialmente cantava in diversi luoghi per le strade di Lisbona. Aveva raggiunto la notorietà per aver partecipato alla trasmissione televisiva Fados de Portugal, trasmessa dall'emittente pubblica portoghese RTP Internacional.

## Discografia

### Album in studio
- 2003 – Guarda-me A Vida Na Mão (Universal)
- 2004 – Aconteceu (Universal, CD duplo)
- 2007 – Para Além da Saudade (Universal)
- 2009 – Leva-me aos Fados (Universal)
- 2011 – Ana Moura (BOX) (Universal)
- 2012 – Desfado (Universal)
- 2015 – Moura (Universal)
- 2022 – Casa Guilhermina

### Dal vivo
- 2008 – Coliseu (Universal, DVD+CD)